# Bikalpa Dhara Bangladesh
Bikalpa Dhara Bangladesh oder Bikalpadhara Bangladesh (BDB, bengalisch বিকল্পধারা বাংলাদেশ, ‚Alternative für Bangladesch‘) ist eine Kleinpartei in Bangladesch.

## Geschichte
Bikalpa Dhara Bangladesh wurde am 8. Mai 2004 durch A. Q. M. Badruddoza Chowdhury und dessen Sohn Mahi B. Chowdhury gegründet. Badruddoza Chowdhury war zuvor Mitglied der Bangladesh Nationalist Party (BNP) gewesen. Am 14. November 2001 hatte er das Amt des Staatspräsidenten von Bangladesch übernommen, musste jedoch am 21. Juni 2002 davon zurücktreten, nachdem ihm parteiintern das Misstrauen ausgesprochen worden war. In der Folgezeit äußerte sich Chowdhury zunehmend kritischer gegenüber der Politik der BNP und äußerte öffentlich die Auffassung, dass Bangladesch eine dritte politische Kraft (neben BNP und Awami-Liga) benötige, die Mitglieder der Zivilgesellschaft umfassen, „Korruption und den Terrorismus aus dem Land entfernen und eine gute Regierung gewährleisten“ solle. Letztlich mündete dies in den Parteiaustritt Chowdhurys aus der BNP und die Gründung von BDB. Nach der Gründung schlossen sich einige wenige BNP-Politiker sowie einzelne Parteigänger der islamistischen Islami Oikya Jote, einer der Koalitionspartner der BNP, der neuen Partei an.
Am 26. Oktober 2006 vereinigte sich BDB mit der Liberaldemokratischen Partei. Jedoch war diese Vereinigung nicht von Dauer. Am 1. Oktober 2007 kam es zu einer Spaltung der LDP und die BDB entstand wieder neu als Partei unter der Führung Badruddozas. Bei der Parlamentswahl 2008 kandidierte die BDB im Rahmen einer Allianz von Kleinparteien, der Jukto Front, gewann aber keinen Wahlkreis. Bei der folgenden Parlamentswahl 2014 schloss sich BDB dem Wahlboykott durch die BNP an.
Im Vorfeld der Parlamentswahl 2018 kam es zu parteiinternen Streitigkeiten. Im Oktober 2018 spaltete sich eine Fraktion ab, die sich der BNP-geführten Jatiya Oikya Front anschließen wollte.
Am 4. Dezember 2017 formierte sich eine neue Juktafront, eine Allianz von vier Kleinparteien unter Führung von BDB. Diese Allianz erweiterte sich am 1. November 2018 um weitere sieben Kleinparteien und schloss dann am 13. November 2018 ein Wahlbündnis mit der Awami-Liga im Rahmen einer Grand alliance. In einem Abkommen vom 8. Dezember 2018 erklärte sich die Awami-Liga zur Unterstützung der BDB-Kandidaten in drei Wahlkreisen (Munshiganj-1, Lakshmipur-4 und Maulvibazar-2) bei der Parlamentswahl am 30. Dezember 2018 bereit. Die anderen Parteien der Juktafront gingen leer aus. BDB gewann bei der Wahl die beiden erstgenannten Wahlkreise.